# 마에하라 세이지
마에하라 세이지(일본어: 前原 誠司, 1962년 4월 30일 ~ )는 일본의 정치인으로 중의원 의원이다.
그는 2005년부터 2006년까지 민주당의 당수였으며, 국토교통대신과 하토야마 유키오 내각과 간 나오토 내각의 외무대신을 지낸 바 있다. 2011년 3월 재일 한국인 헌금 문제로 외무대신에서 물러났다. 2011년 민주당 대표 경선에 출마하지 않을 것이라고 밝혔지만, 이후에 출마, 3위를 기록해 결선 투표에 나가지 못했다. 하지만 결선 투표에서 자파 의원들에게 노다를 지원할 것을 지시해, 노다 내각 발족 이후 민주당 정책조사회장에 임명되었다.
그는 2017년 9월, 민진당 대표로 선출되었지만 1개월 여 만에 당이 희망의 당, 입헌민주당으로 갈라지면서 대표직에서 물러났다.

## 어린 시절
교토시에서 돗토리현에서 온 부모에게 태어났다. 그는 자신이 국제 정치에서 우수했던 교토 대학의 법학부에서 수학하였으며, 1987년부터 1991년까지 마쓰시타 정경숙에서 수학하였다.

## 초기 정치 경력
마에하라는 훗날의 국회 의원 기타가미 게이로를 비롯한 다른이들의 성원과 함께 1991년 교토부 의원에 선출되었다. 당시 그는 교토 역사상 부 연소자 의원이었다.
그는 1993년 호소카와 모리히로의 일본신당의 중의원으로 선출되었다. 1994년 탈당하여 몇몇의 다른 젊은 의원들과 함께 "민주적 경향"을 형성하였으나 그해 후반 다수 정부의 잠시 일부였던 신당 사키가케에 입당하였다. 1998년 그는 동녕에 형성된 민주당에 입당하였다.
민주당의 일원으로서 마에하라는 안정 정세에 전념하였고, 가끔 정부와 협상을 하였다.

## 민주당 당수로서 기간
2005년 격변 선거에서 민주당의 패배에 부딪치고 민주당의 지도자 오카다 가쓰야의 사임 후, 당의 선출된 대표들은 새로운 당수를 선택하는 데 만났다. 2명의 후보들은 간 나오토와 마에하라였다. 마에하라는 중의원과 국회 둘다로부터 당원들에 의한 공개 투표에서 58세의 간을 96 대 94로 꺾고, 9월 17일 민주당의 당수로 임명되었다.
하지만, 당수로서 마에하라의 기간은 짧았다. 그가 시초적으로 당의 고이즈미 준이치로 행정부 비난을 이끌었어도 특히 자유민주당 의원들과 마에하라의 진실성에 크게 손해를 가져온 이 링크를 설립하는 데 속임수 이메일이 쓰였다고 밝힌 스캔들을 탄 라이브도어 사이에 연결로 여겨졌다. 스캔들은 3월 31일 중의원 나가타 히사야스와 마에하라의 사임으로 이끌었다. 당수를 위한 새로운 선거는 4월 7일에 열려 오자와 이치로가 당수에 선출되었다.

## 내각
2009년 일본 총선에서 민주당이 중의원의 3분의 2의 다수를 이겨 당이 새로운 정부를 형성하는 데 허가하였다.

### 국토교통대신
마헤하라는 2009년 9월 16일 국토교통대신으로 임명되었다. 이 역할에서 그는 다음과 같은 정부의 의안 제출권을 발표하였다. -
- 얌바 댐에 건설 중단
- 도쿄에서 장거리 국제 비행으로 하네다 공항 개장
- 파산한 일본항공의 재구성
- 일본의 고속도로망에 요금 축소 혹은 배제와 실험

### 외무대신
당시 간 나오토 총리는 2010년 9월 17일 내각을 개조하여 전후의 일본 역사상 마에하라를 최연소 외무대신으로 만들었다. 마에하라의 외무대신으로서 직위 동안에 주요 국제 관계 사건은 센카쿠 열도에 일본과 중화인민공화국 사이에 근심적인 자신들의 주장을 겹친 긴장들을 늘이는 데 이끈 그해의 센카쿠 보트 충돌이었다.

### 내각으로부터 사임
2011년 3월 마에하라는 교토에서 식당을 운영하던 72세의 재일교포로부터 자신이 2십 5만 엔의 정치적 헌금을 받은 것으로 나타난 후, 외무대신으로서 사임을 하였다. 마에하라는 그 여성을 중학교 시절 이래에 알고 있었으나 만약 그것이 고의적으로 받아졌으면 외국 국적인이 불법으로 헌금을 만들었을 것이다. 마에하라는 6개월만 직위를 보유하고 자신의 정치적 헌금에 불신임을 일으킨 것에 대하여 국가에 사과하였다. 저팬 타임스에 의하면 그의 사임이 일본의 미국과의 관계들에 약점을 가져올 것이라고 하였다. 헌금은 야당 정치인 니시다 쇼지에 의하여 드러났다.

## 총리 후보
2011년 8월 간 나오토 총리의 사임에 이어 마에하라는 시초적으로 재무대신 노다 요시히코를 지지하였으나 소비세를 늘이느냐에 불동의로 인하여 이 성원을 깨고 8월 22일 민주당의 당수를 위한 자신의 후보직을 선언하였다. 8월 29일 공개 투표의 1호에서 노다와 경제산업대신 가이에다 반리에게 패하였다.

## 역대 선거 결과
|  | 0% |

|  | 17.0% |

|  | 21.23% |

|  | 33.46% |

|  | 49.73% |

|  | 42.79% |

|  | 57.52% |

|  | 49.35% |

|  | 50.44% |

|  | 48.71% |

|  | 48.89% |

## 같이 보기
- 마쓰시타 정경숙
- 민주당
- 하토야마 유키오 내각
- 간 내각 제1차 개조내각
- 간 내각 제2차 개조내각
- 재일 한국인